# Ålands landskapsarkiv

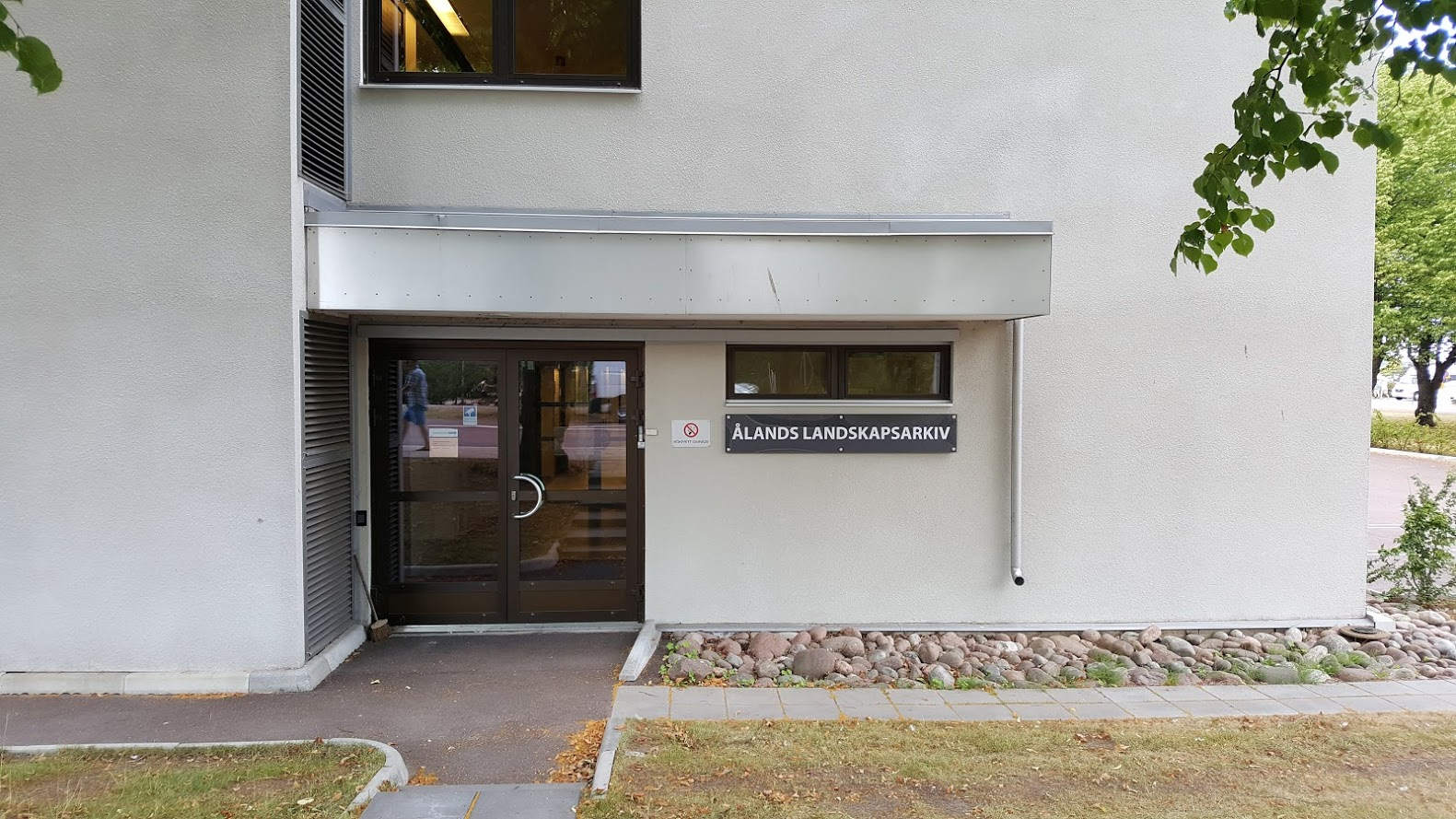
Ålands landskapsarkiv

Ålands landskapsarkiv är det självstyrda landskapet Ålands arkivinstitution. Arkivet grundades 1978 och finns i Självstyrelsegården på Strandgatan 37 i Mariehamn. Verksamheten regleras av arkivlagen för landskapet Åland (ÅFS 2004:13).
Landskapsarkivet ansvarar för dokumenthantering inom landskapsförvaltningen och arbetar för att göra arkiven tillgängliga och användbara. Arkivet omfattar även material från statliga myndigheter på Åland, till exempel Statens ämbetsverk på Åland.
Äldre handlingar från församlingar och kommuner bevaras här, liksom dokument från föreningar, företag, stiftelser, privatpersoner, gårdar och byalag. De privata samlingarna är en viktig del av Ålands skriftliga kulturarv. Materialet sträcker sig från tidigt 1600-tal till idag.
Landskapsarkivet har också ett specialbibliotek med fokus på Ålands historia. Där finns en omfattande samling genealogisk litteratur för forskare och besökare.
Chefen för arkivet har titeln landskapsarkivarie. Följande personer har innehaft tjänsten:
- Bjarne Henriksson (1978–2002)
- Håkan Axelsson (2003–2009)
- Stefan Berggren, tillförordnad (2009–2010)
- Åke Söderlund (2011– )